# Heydeniopsis
Heydeniopsis is een geslacht van vliesvleugeligen uit de familie Pteromalidae. De wetenschappelijke naam van dit geslacht is voor het eerst geldig gepubliceerd in 1961 door Hedqvist.

## Soorten
Het geslacht Heydeniopsis is monotypisch en omvat slechts de volgende soort:
- Heydeniopsis cleonymoides Hedqvist, 1961